# Rynn Berry
Rynn Berry (31 de Janeiro de 1945 - 9 de Janeiro, 2014) foi um escritor americano de livros sobre a história do vegetarianismo e o vegetarianismo nas diversas religiões ao redor do mundo. Ele escreveu um capítulo na história do movimento crudívoro nos Estados Unidos para o livro Becoming Raw: The Essential Guide to Raw Vegan Diets, escrito principalmente por Brenda Davis e Vesanto Melina. Ele também é co-autor, com Cristina Abreu-Suzuki, PhD, do anual Vegan Guide to New York City (Guia Vegano para cidade Nova York), o primeiro guia turístico exclusivamente vegetariano, que foi publicado todos os anos. Os livros de Rynn Berry foram traduzidos em várias línguas e reeditado inúmeras vezes. Seu livro  Famous Vegetarians and their Favorite Recipes (Vegetarianos Famosos e as suas Receitas Favoritas) (1993, 2003) foi comparado com o clássico The Ethics of Diet de Howard Williams. Além dos seus livros, ele também escreveu prefácios sobre vegetarianismo e assuntos relacionados para a Oxford Encyclopedia of American Food and Drink e para The Oxford Companion to Food and Drink in America, bem como vários artigos e entrevistas que foram publicadas em revistas de temática vegetariana.

## Vida e carreira
Rynn Berry nasceu em 31 de janeiro de 1945, em Honolulu, Havaí, e cresceu em Coconut Grove, Flórida.[carece de fontes?] Estudou literatura, arqueologia, e arte e cultura clássicas na Universidade da Pensilvânia (Estudos Antigos) e na Universidade de Columbia.[carece de fontes?]
Ele tornou-se vegetariano quando era adolescente e vegano em 15 agosto de 1966, e celebrava esta decisão de vida todos os anos. Ele também tornou-se adepto do raw food (antes chamado de crudivorismo, que refere-se ao hábito de se alimentar com comidas cruas que passam pelo cozimento abaixo de 40 graus) em 1994. Ele ensinou literatura comparada na Baruch College, em Manhattan (uma escola dentro da Universidade da Cidade de Nova Iorque), e mais tarde, história da culinária em New School for Social Research, em Nova York.[carece de fontes?]
Para o seu primeiro livro, The New Vegetarians, ele entrevistou muitos vegetarianos contemporâneos de renome, incluindo o vencedor do Prêmio Nobel da Literatura Isaac Bashevis Singer, a escritora [[britânica] Brigid Brophy, o jornalista inglês Malcolm Muggeridge, o iogue indiano Swami Satchidananda, o comediante e ativista Dick Gregory, os defensores da vida simples Helen e Scott Nearing, a fundadora da marca Beauty Without Cruelty, Muriel, a Lady Dowding, e os atores americanos Dennis Weaver, Susan Saint James, e Cloris Leachman. A primeira edição do livro, publicada em 1979 e intitulada simplesmente The Vegetarians, incluía uma entrevista com o ator Marty Feldman que não apareceu nas edições posteriores do livro (1988 e 1993), que em vez passou a incluir uma entrevista com William Shurtleff, autor de The Book of Tofu (O Livro do Tofu).
O seu livro seguinte, Famous Vegetarians and Their Favorite Recipes: Lives and Lore from Buddha to the Beatles (Vegetarianos Famosos e Suas Receitas Favoritas: Vidas e Sabedoria desde o Buda até aos Beatles), é uma coleção de esboços biográficos de vegetarianos famosos ao longo da história da humanidade. Cada capítulo também contém uma ilustração de cada um dos vegetarianos famosos retratados, seguido por algumas de suas receitas favoritas. Para o capítulo sobre Leonardo da Vinci, ele traduziu pela primeira vez para inglês receitas do livro De Honesta Voluptate de Bartolomeo Platina.  A primeira edição do livro foi publicada em 1989 pela Panjandrum Books
Em 1995, a Pythagorean Publishers lançou uma edição revista com três capítulos adicionais sobre Mahavira (reputado fundador do jainismo), Platão e Sócrates, e Bhaktivedanta Swami Prabhupada).
O livro foi recebido favoravelmente tanto por vegetarianos como por não-vegetarianos. O crítico vencedor do Prêmio Pulitzer William A. Henry III escreveu sobre o livro de Berry: "Como um não-vegetariano, eu li com fascinação e comi com gosto." Uma critica publicada na Vegetarian Times, considerou Famous Vegetarians "erudição na ponta de um garfo - e por escrevê-lo, ele merece um 'A'"
No livro Religious Vegetarianism: From Hesiod to the Dalai Lama (Vegetarianismo Religioso: de Hesíodo ao Dalai Lama),  Kerry S. Walters e Lisa Portmess escreveram que o livro de Berry é "um equivalente do século XX" ao clássico de Howard Williams The Ethics of Diet. No seu livro The Vegetarian Revolution (A Revolução Vegetariana), Giorgio Cerquetti recomendou a toda a gente "que lesse o excelente livro de Rynn Berry".
O livro Famous Vegetarians foi traduzido para italiano (em 1996 e em 2000), Chinês (em 1991 e em 2010), Taiwanês, e polonês.
Em 1998 ele publicou o seu terceiro livro, Food for the Gods: Vegetarianism & the World's Religions, que consiste numa coleção de ensaios sobre cada religião do mundo, acompanhados de receitas e entrevistas com representantes proeminentes de cada religião (incluindo Philip Kapleau, Steven J. Rosen, e Andrew Linzey). Tal como o seu livro anterior, Food for the Gods foi traduzido para chinês.
Em 2004, Berry publicou seu o quarto livro, Hitler: Vegetarian Nor Animal Lover, que tem uma introdução feita por Martin Rowe, co-fundador da Lantern Books, e editor fundador da revista Satya, que, de acordo com Richard H. Schwartz (autor do Judaism  e Vegetarianism), "que quase que vale por si mesma o preço do livro." Na sua critica, Schwartz também comentou:

"Porque dietas e agricultura baseadas na  origem animal são tão destrutivas, que é importante dispormos todos as falsos desafios para o vegetarianismo, incluindo o mito recorrente sobre Hitler. Hitler: Neither Vegetarian Nor Animal Lover(nem vegetariano, nem apaixonado por animais) é isto definitivamente.  Eu espero que o livro receba o vasto público que ele merece."

Rynn Berry também escreveu uma nota sobre a história do vegetarianismo na América para a Oxford Encyclopedia of American Food and Drink (2004), editado por Andrew Smith, e foi contratado para escrever sete entradas para The Oxford Companion to Food and Drink in America (2007).
Seu livro The Vegan Guide to New York City (agora em sua 20 ª edição) foi o "primeiro e único guia exclusivamente vegetariano do planeta".
Ele também era um dramaturgo que contribuiu com uma série de peças curtas sobre 'vegetarianos famosos na história "- Dr. John Harvey Kellogg: (Dr. John" Cornflakes "da Kellogg, MD); Leo Tolstoy: (Tea with the Tolstoys); Hypatia of Alexandria: (Hypatia’s Heresy); Leonardo da Vinci: (The Mona Lisa’s smiles); Pitágoras: (Pythagoras & Theano), et al. -. Peças de um ato que foram realizadas publicamente em vários locais diferentes, em diferentes estados dos EUA, como também no Brasil.
Fruits of Tantalus: A History of Vegan Rawfoodism and the Origins of Cooking foi o próximo livro publicado, uma evidente contribuição  na história da culinária [22] [23]
Ao longo dos anos Berry também contribuiu com muitos artigos e entrevistas para revistas com temas vegetarianos.
Ao longo dos anos Berry também contribuiu com muitos artigos e entrevistas para revistas de temas vegetarianos.
Berry estava em conselhos consultivos da American Vegetarian Association e do Earth Save, um histórico assessor para a North American Vegetarian Society, honrado como um membro da American Vegan Society Speakers Bureau, instrutor em Victoria Moran's Main Street Academy, e um reconhecido especialista na história do vegetarianismo. Ele era um conferencista internacional frequente.
George Guimarães, presidente da organização brasileira de direitos dos animais VEDDAS e membro fundador da Sociedade Vegana Brasileira (Sociedade Vegana) disse que Rynn visitava o Brasil pelo menos duas vezes por ano, e que ele contribuiu muito para o movimento dos direitos dos animais no Brasil, onde ele frequentemente palestrou.
Berry foi um consistente vegan e principalmente apreciador de comidas cruas depois de 1994, e fez uma grande exposição de sua dieta completamente crua em encontros vegetarianos, embora evidentemente desviou-se desse caminho constantemente (ainda permanecendo totalmente vegan) enquanto fazia uma turnê em Nova York por restaurantes vegetarianos e provando de seus pratos para cada atualização anual feita de seu livro, o Vegan Guide to New York.

## Morte e Legado
Ele foi encontrado em colapso e inconsciente com roupas de corrida em Prospect Park no Brooklyn, Nova York, em 31 de dezembro de 2013, mas não foi identificado até 7 de janeiro de 2014. "As únicas pistas nos bolsos dele eram chaves e uma bombinha para asma. (corredores de Inverno com asma estão em alto risco de parada cardíaca porque o ar extremamente frio comprimem as passagens pulmonares, o que tensiona a respiração, e provoca um esforço excessivo do coração.)" Ele nunca recobrou a consciência e faleceu às 12h30 do dia 9 janeiro, de 2014.  Apesar de Sr. Rynn Berry, ter morrido aos 96 anos, Rynn Berry Jr., tinha dois meio-irmãos, e ambos morreram de insuficiência cardíaca em idades muito mais jovens, Eliot Ward Berry, em 2008, aos 59 anos e Peter Berry aos 60 anos em 19 de janeiro 2014 (apenas 10 dias depois da morte de Rynn Berry, Jr.) desmaiou devido a uma parada cardíaca, enquanto corria no Central Park: um cenário paralelo. Seu irmão e o meio-irmão de Rynn, Charles (que o identificou quando  ele estava inconsciente no New York Methodist Hospital, no Brooklyn) são um dos quatro filhos do Sr. Rynn Berry que estão vivos.
Berry foi localmente e internacionalmente conhecido na comunidade vegana. Martin Rowe, autor e co-fundador da Lantern Books, comentou sobre a morte de Berry:

"O impacto de Rynn era literalmente incalculável, dado o quanto o conheci, comprei seus livros, ou falei com ele na Union Square Green Market ao longo de muitos anos. Ele foi o epítome do tipo de ativista de base não anunciada, e nenhum qualquer movimento para a mudança pode crescer sem alguém como ele,  era uma figura inteligente e erudita: o Dr. Johnson do movimento vegetariano. Ele se foi com grandeza, mesmo por aqueles que nunca o conheceram, porém, o seu trabalho viverá".

"Chef Fran Costigan (autor de Vegan Chocolate: Unapologetically Luscious and Decadent Dairy-Free Desserts) escreveu que Berry era uma alma gentil, cuja vida tocou muitas pessoas".
Sua vida foi celebrada publicamente e ao ar livre em 30 de março de 2014 por cerca de trinta minutos, no Veggie Pride Parade na cidade Nova York. Em 05 de julho de 2014, ele foi homenageado na Annual NAVS Vegetarian Summerfest em Johnstown, Pensilvânia, em um plenário liderado pela ativista vegana e autora Victoria Moran. Em anos anteriores, Berry havia sido da equipe de Vegetarian Summerfest como um estudioso e palestrante sobre veganismo e religiões mundiais.
O 'recorrente agora, e então mania ‘de citar "celebridades vegetarianas"  criticamente estudado por Berry, foi quem conseguiu posicionar-se como uma das maiores autoridades em quem  uma celebridade, verdadeiramente era vegetariana e quem na verdade não era.